# ...Something to Be (single)
"...Something to Be" is de vierde single van Rob Thomas. Het nummer is afkomstig van zijn debuutalbum Something to Be. Matchbox Twenty-gitarist Kyle Cook speelt een verse op dit nummer. Het nummer liep relatief niet goed in de hitlijsten, met een veertigste positie in de Australische hitlijsten als hoogste.

## Nummers
1. "Something to Be"
2. "Something to Be" [AOL Sessions]
3. "I Am an Illusion" [XM Sessions]